# Oculudentavis
Oculudentavis („pták se zubatýma očima“) byl rod velmi malého pravěkého ještěra, žijícího v období přelomu spodní a svrchní křídy (asi před 99 miliony let) na území dnešního Myanmaru. Formálně byl typový druh O. khaungraae popsán v březnu roku 2020 v periodiku Nature. Původní vědecká studie byla po několika měsících stažena vzhledem k pochybnostem o systematickém zařazení tohoto taxonu. Dnes je již prakticky jisté, že tento živočich patřil mezi ještěry a nikoliv ptáky.

## Popis
Lebka tohoto plaza byla objevena v malém kousku jantaru a dochovává i měkké struktury v jejím okolí (včetně opeření apod.). Zachováno je také 23 zubů v čelistech tohoto malého opeřeného tvora. Hlava měří na délku pouze 14 mm, z čehož lze usuzovat, že celková délka těla tohoto malého teropodního dinosaura z kladu Avialae nepřesahovala zhruba 9 centimetrů. Jedná se tedy o vůbec nejmenšího známého druhohorního ptáka (či teropodního dinosaura). Nebyl tedy o mnoho větší než dnes žijící kolibřík kalypta nejmenší (nejmenší současný pták světa), ačkoliv díky ocasní části páteře mohl být celkově delší. Objev dokazuje, že "ptačí" vývojová linie teropodů zminiaturizovala své rozměry již poměrně brzy po svém vzniku v období střední až svrchní jury.
Oculudentavis se pravděpodobně živil hmyzem a jinými bezobratlými živočichy a neměl schopnost binokulárního (stereoskopického) vidění. Pravděpodobně žil na stromech. Bylo zjištěno, že na jeho mrtvém těle se přiživovali nekrofágní bezobratlí (hmyz).

## Zařazení
Podle původně provedené fylogenetické analýzy byl tento ještěr (domnělý prapták) mírně vývojově vyspělejší (a tedy současným ptákům bližší) než pozdně jurský evropský druh Archaeopteryx lithographica, naopak ale méně vyspělý než zástupci skupiny Jeholornithiformes (včetně rodu Jeholornis). Vývojová linie tohoto druhu se poprvé objevila nejspíš již v období svrchní jury před více než 150 miliony let. Někteří paleontologové se však domnívají, že se ve skutečnosti může jednat spíše o nedinosauřího archosauromorfního plaza. Toto podezření bylo formálně publikováno v rámci studie vydané ještě v březnu 2020. Původní popisná studie v periodiku Nature byla nicméně v červenci roku 2020 stažena vzhledem k pochybnostem o systematické příslušnosti tohoto taxonu. Dnes je díky objevu dalšího exempláře již jisté, že se jedná o zástupce ještěrů a nikoliv teropodů.
Příslušnost tohoto druhu k ještěrům je v současnosti již plně prokázaná.

## Kontroverze
V souvislosti s tímto objevem bylo opět vzneseno dřívější podezření, že jantar z Myanmaru je v prostředí tamní občanské války (tzv. Kačjinský konflikt) získáván nelegálním a nehumánním způsobem. Někteří paleontologové a autority vyzývají k tomu, aby do doby ukončení válečných akcí nebyl jantar z této země pro vědecké účely vyvážen.